# Heterochroma singularis
Heterochroma singularis är en fjärilsart som beskrevs av Druce. Heterochroma singularis ingår i släktet Heterochroma och familjen nattflyn. Inga underarter finns listade i Catalogue of Life.